# Rada Legislacyjna Rządu Czech
Rada Legislacyjna Rządu Czech (cz. Legislativní rada vlády) – utworzona na mocy § 28a ustawy nr 2/1969 Sb. o powołaniu ministerstw i innych centralnych organów administracji państwowej Socjalistycznej Republiki Czeskiej. Rada Legislacyjna Rządu jest organem doradczym rządu w procesie legislacyjnym. 

## Zakres obowiązków
Rada w ramach swojej jurysdykcji sprawdza, czy wnioski legislacyjne są:
- zgodne z czeską konstytucją i z pozostałymi elementami porządku prawnego państwa,
- zgodne z podpisanymi traktatami międzynarodowymi,
- zgodne z prawem Unii Europejskiej,
- spójne we wszystkich częściach i niezbędne jako całość,
- jasno skonstruowane oraz jasno i jednoznacznie sformułowane,
- zgodne z innymi zasadami procesu legislacyjnego.

## Struktura i funkcjonowanie urzędu

### Skład Rady i Departament Zgodności
W skład Rady wchodzą: przewodniczący, 32 członków Rady, komitety robocze i dodatkowi eksperci, z którymi są przeprowadzane konsultacje. Praca Rady jest regulowana odpowiednim regulaminem. Departamentem pomocniczym Rady Legislacyjnej jest Departament Zgodności, który jest odpowiedzialny w szczególności za prace związane z zobowiązaniami prawnymi wynikającym z członkostwa Czech w Unii Europejskiej, a także kieruje działaniem Internetowego Systemu Aktów Prawnych. Rada Legislacyjna przygotowuje plany i prognozy legislacyjne pracy rządu.

### Przewodniczący
Premier mianuje przewodniczącego Rady Legislacyjnej Rządu, który jest członkiem rządu; najczęściej tę funkcję wykonuje minister bez teki. W rządzie Petra Fiali funkcję tę pełni Michal Šalomoun.

### Komisje robocze
1 stycznia 2007 przyjęto zgodnie z art. 4 (e) i art. 5 (2) poprawki Statutu Rady Legislacyjnej Rządu, które zostały przyjęte przez rząd 4 października 2006 ustawą nr 1148. W ramach poprawek powstało łącznie 6 komisji roboczych:
- Komisja ds. prawa publicznego I - Komisja ds. prawa administracyjnego nr 1, Komisja ds. prawa administracyjnego nr 2
- Komisja ds. prawa publicznego II - Komisja ds. prawa finansowego
- Komisja ds. prawa publicznego III - Komisja ds. prawa pracy i spraw socjalnych, Komisja ds. prawa prywatnego i Komisja ds. prawa karnego[2]

### Obrady
Rada zbiera się w razie potrzeby, przeważnie dwa razy w tygodniu. Posiedzenia są zwoływane przez przewodniczącego, który ustala termin, miejsce i porządek obrad. Przewodniczący prezentuje materiały przedstawione Radzie do dyskusji i projekty opinii wydanych przez Radę. Jeśli projekt opinii jest niedostępny, jest wysyłany do odpowiedniego departamentu w późniejszym terminie. 

## Lista przewodniczących

### Republika Czeska
| Lp. |                                       | Przewodniczący   |                                                | Funkcja w rządzie                                                                      | Partia                             | Okres urzędowania                    | Rząd                          |
| --- | ------------------------------------- | ---------------- | ---------------------------------------------- | -------------------------------------------------------------------------------------- | ---------------------------------- | ------------------------------------ | ----------------------------- |
| 1.  |                                       | Jan Kalvoda      |                                                | Wicepremier odpowiedzialny za kierowanie Urzędem Legislacji i Administracji Publicznej | ODA                                | 1 stycznia 1993 - 4 lipca 1996       | Pierwszy rząd Václava Klausa  |
| 1.  | minister sprawiedliwości              | Jan Kalvoda      | 4 lipca 1996 – 7 stycznia 1997                 | Drugi rząd Václava Klausa                                                              | ODA                                |                                      |                               |
| 2.  |                                       | Vlasta Parkanová |                                                | minister sprawiedliwości                                                               | ODA                                | 4 lipca 1996 – 2 stycznia 1998       | Drugi rząd Václava Klausa     |
| 3.  |                                       | Miloslav Výborný |                                                | minister bez teki                                                                      | KDU-ČSL                            | 5 stycznia 1998 – 22 lipca 1998      | Drugi rząd Václava Klausa     |
| 4.  |                                       | Pavel Rychetský  |                                                | wicepremier                                                                            | ČSSD                               | 22 lipca 1998 – 12 lipca 2002        | Rząd Miloša Zemana            |
| 4.  | Wicepremier, minister sprawiedliwości | Pavel Rychetský  | 12 lipca 2002 – 4 sierpnia 2004                | Rząd Vladimíra Špidli                                                                  | ČSSD                               |                                      |                               |
| 6.  |                                       | Jaroslav Bureš   |                                                | minister bez teki                                                                      | bezpartyjny dla ČSSD               | 4 sierpnia 2004 - 25 kwietnia 2005   | Rząd Stanislava Grossa        |
| 7.  |                                       | Pavel Zářecký    |                                                | minister bez teki                                                                      | bezpartyjny dla ČSSD               | 25 kwietnia 2005 – 16 sierpnia 2006  | Rząd Jiříego Paroubka         |
| 8.  |                                       | Jiří Pospíšil    |                                                | minister sprawiedliwości                                                               | ODS                                | 16 sierpnia 2006 – 9 stycznia 2007   | Pierwszy rząd Mirka Topolánka |
| 9.  |                                       | Cyril Svoboda    |                                                | minister bez teki                                                                      | KDU-ČSL                            | 9 stycznia 2007 – 23 stycznia 2009   | Drugi rząd Mirka Topolánka    |
| 10. |                                       | Pavel Svoboda    |                                                | minister bez teki                                                                      | KDU-ČSL                            | 23 stycznia 2009 – 8 maja 2009       | Drugi rząd Mirka Topolánka    |
| 11. |                                       | Daniela Kovářová |                                                | minister sprawiedliwości                                                               | bezpartyjna                        | 8 maja 2009 – 30 listopada 2009      | Rząd Jana Fischera            |
| 12. |                                       | Pavel Zářecký    |                                                | minister bez teki                                                                      | bezpartyjny                        | 30 listopada 2009 – 13 lipca 2010    | Rząd Jana Fischera            |
| 13. |                                       | Jiří Pospíšil    |                                                | minister sprawiedliwości                                                               | ODS                                | 13 lipca 2010 – 13 lipca 2011        | Rząd Petra Nečasa             |
| 14. |                                       | Karolína Peake   |                                                | wicepremier                                                                            | VV, później LIDEM                  | 13 lipca 2011 – 12 grudnia 2012      | Rząd Petra Nečasa             |
| 15. |                                       | Petr Mlsna       |                                                | minister bez teki                                                                      | bezpartyjny dla LIDEM              | 12 grudnia 2012 – 10 lipca 2013      | Rząd Petra Nečasa             |
| 16. |                                       | Marie Benešová   |                                                | minister sprawiedliwości                                                               | bezpartyjna                        | 10 lipca 2013 – 29 stycznia 2014     | Rząd Jiříego Rusnoka          |
| 17. |                                       | Jiří Dienstbier  |                                                | minister ds. praw człowieka i równouprawnienia                                         | ČSSD                               | 29 stycznia 2014 – 30 listopada 2016 | Rząd Bohuslava Sobotki        |
| 18. | Jan Chvojka                           |                  | minister ds. praw człowieka i równouprawnienia | ČSSD                                                                                   | 1 grudnia 2016 – 13 grudnia 2017   | Rząd Bohuslava Sobotki               |                               |
| 19. |                                       | Robert Pelikán   |                                                | Minister sprawiedliwości                                                               | ANO 2011                           | 13 grudnia 2017 – 27 czerwca 2018    | Pierwszy rząd Andreja Babiša  |
| 20. | Taťána Malá                           |                  | Minister sprawiedliwości                       | ANO 2011                                                                               | 27 czerwca 2018 – 10 lipca 2018    | Drugi rząd Andreja Babiša            |                               |
| 21. | Jan Kněžínek                          |                  | Minister sprawiedliwości                       | ANO 2011                                                                               | 10 lipca 2018 – 30 kwietnia 2019   | Drugi rząd Andreja Babiša            |                               |
| 22. | Marie Benešová                        |                  | Minister sprawiedliwości                       | ANO 2011                                                                               | 30 kwietnia 2019 – 17 grudnia 2021 | Drugi rząd Andreja Babiša            |                               |
| 23. |                                       | Michal Šalomoun  |                                                | Minister ds. legislacji                                                                | Piraci                             | 17 grudnia 2021 – nadal              | Rząd Petra Fiali              |